# (474069) 2016 JV18
(474069) 2016 JV18 es un asteroide perteneciente al cinturón de asteroides, descubierto el 30 de noviembre de 2005 por el equipo del Mount Lemmon Survey desde el Observatorio del Monte Lemmon, Arizona, Estados Unidos.

## Designación y nombre
Designado provisionalmente como 2016 JV18.

## Características orbitales
2016 JV18 está situado a una distancia media del Sol de 2,573 ua, pudiendo alejarse hasta 2,999 ua y acercarse hasta 2,146 ua. Su excentricidad es 0,165 y la inclinación orbital 4,419 grados. Emplea 1507 días en completar una órbita alrededor del Sol.

## Características físicas
La magnitud absoluta de 2016 JV18 es 17,292.